# Бучи, Уиллис
Уиллис Бучи (англ.  Willis Bouchey), имя при рождении Уиллис Бен Бучи (англ.  Willis Ben Bouchey; 24 мая 1907 — 27 сентября 1977) — американский актёр кино и телевидения 1950—1970-х годов.
За время своей кинокарьеры Бучи сыграл роли второго плана в 77 фильмах, среди которых «Красная планета Марс» (1952), «Сильная жара» (1953), «Отныне и во веки веков» (1953), «Происшествие на Саут-стрит» (1953), «Звезда родилась» (1954), «Административная власть» (1954), «Они!» (1954), «Сержант Ратледж» (1960) «Человек, который застрелил Либерти Вэланса» (1962) и «Поддержите своего шерифа!» (1969).
Начиная с 1954 года и вплоть до 1972 года, Бучи постоянно играл в отдельных эпизодах различных телесериалов, а в 1960—1966 годах регулярно появлялся в роли судьи в сериале «Перри Мейсон».

## Ранние годы и начало карьеры
Уиллис Бучи родился 24 мая 1907 года в Верноне, Мичиган, США, но вырос в штате Вашингтон.
В 1930—1940-е годы Бучи играл на чикагском радио заглавную роль в популярном приключенческом сериале «Капитан Миднайт», а также в таких радиосериалах, как «Китти Кин, инк.», «Середина реки», «История Бада Бартона» и «Театр в твоей гостиной» .

## Карьера в кинематографе
В 1951 году в возрасте 44 лет Бучи пришёл в кино. По словам историка кино Джима Бивера, Бучи «быстро стал привычным (хотя и безымянным) действующим лицом в кино и на телевидении». Поначалу он в основном играл в небольших эпизодах, часто без упоминания в титрах.
В 1952 году Бучи сыграл в 11 фильмах, в том числе исполнил роль Президента США в научно-фантастическом триллере периода Холодной войны «Красная планета Марс» (1952), был журналистом в газетном нуаре с Хамфри Богартом «Криминальная полоса в прессе США» (1952) и барменом — в нуарной мелодраме с Мерилин Монро «Можно входить без стука» (1952). Среди других его фильмов были биографическая драма «Карабин Уильямса» (1952) с Джеймсом Стюартом, шпионский триллер с Дэной Эндрюсом «Назначение: Париж» (1952), биографическая музыкальная мелодрама с Эстер Уильямс «Миллион долларов для русалки» (1952)- и комедия с Джинн Крейн «Оптом дешевле 2» (1952).
В 1953 году Бучи появился в небольшой роли подполковника в оскароносной военной драме Фреда Циннеманна «Отныне и во веки веков» (1953), главные роли в которой сыграли Берт Ланкастер и Монтгомери Клифт. Среди остальных восьми фильмов года наиболее значимыми были фильмы нуар «Происшествие на Саут-стрит» (1953) режиссёра Сэмюэла Фуллера, где Бучи сыграл агента ФБР и «Большая жара» (1953) Фрица Ланга, где у Бучи был роль лейтенанта полиции. Он также сыграл роль капитана корабля в нуарном триллере с Джинн Крейн «Опасный круиз» (1953) и армейского капитана в военной драме Роберта Уайза «Место назначения Гоби» (1953).
В 1954 году у Бучи было восемь фильмов, среди которых фантастический хоррор «Они!» (1954), где он сыграл вашингтонского чиновника, мюзикл с Джуди Гарленд «Звезда родилась» (1954), военная мелодрама «Мосты Токио-Ри» (1954) с участием Уильяма Холдена и Грейс Келли, где у Бучи была небольшая роль армейского капитана. В драме Роберта Уайза «Административная власть» (1954) с Уильмом Холденом и Барбарой Стэнвик Бучи сыграл небольшую роль детектива, а в вестерне «Бой барабана» (1954) с Аланом Лэддом — небольшую роль генерала. Он также был агентом службы безопасности Президента США, который противостоит безумному политическому убийце (Фрэнк Синатра), в нуарном триллере «Внезапный» (1954).
Среди девяти фильмов Бучи в 1955 году был тюремный фильм нуар «Большой дом» (1955), в котором актёр сыграл роль страдающего богатого отца, который платит бандиту выкуп за своего похищенного сына. В фильме нуар «Ад в заливе Фриско» (1955) с Аланом Лэддом в главной роли Бучи сбыл лейтенантом полиции, который расследует преступления портовой мафии в связи с серией убийств. Бучи также сыграл шерифа в вестерне «Жестокие люди» (1955) с Гленном Фордом в главной роли, небольшую роль адмирала в военной биографической драме «Вечное море» (1955) со Стерлингом Хейденом в главной роли, а также небольшие роли в военных драмах «Боевой клич» (1955) с Ваном Хефлином и «История Макконнелла» (1955) с Аланом Лэддом.
В 1955 году Бучи впервые снялся у признанного режиссёра Джона Форда, сыграв второстепенную роль майора в биографической комедии «Длинная серая линия» (1955) с Тайроном Пауэром в главной роли военного инструктора ирландского происхождения. После этой картины Бучи стал, по словам историка кино Хэла Эриксона, «верным и надёжным членом актёрской команды Джона Форда». В течение последующих семи лет Бучи сыграл ещё в восьми фильмах Форда, среди которых военная биографическая драма с Джоном Уэйном «Крылья орлов» (1957), политическая драма со Спенсером Трейси «Последний салют» (1958), вестерн с Джоном Уэйном «Кавалеристы» (1959), вестерн «Сержант Ратледж» (1960), вестерн с Джеймсом Стюартом «Два всадника» (1961), вестерны со Стюартом и Уэйном «Человек, который застрелил Либерти Вэланса» (1962) и «Как был завоёван Запад» (1962) и вестерн с Ричардом Уидмарком «Осень шайеннов» (1962).

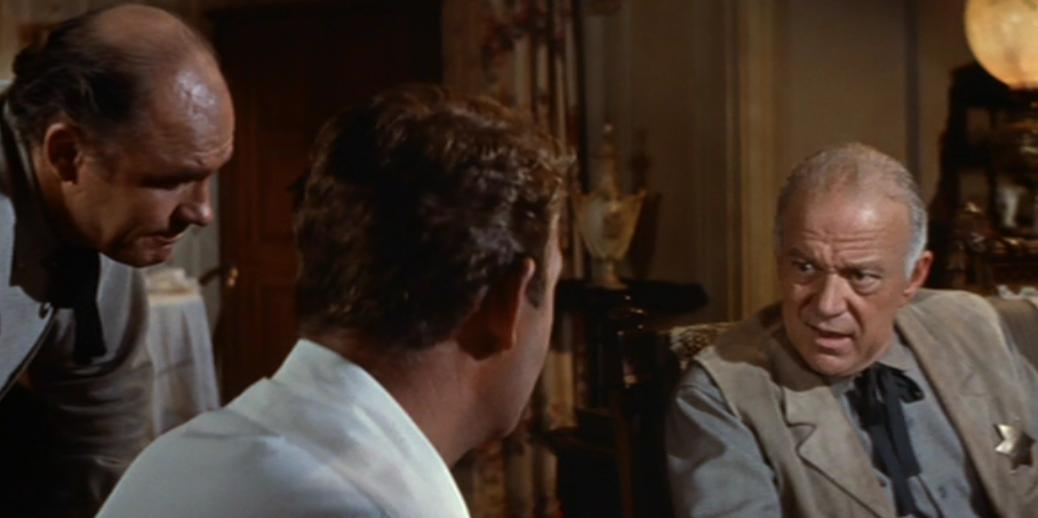
Кадр из трейлера фильма «Нет имени на пуле» (1959). Слева направо: Р.Г. Армстронг, Чарльз Дрейк (спиной) и Уиллис Бучи

Среди других фильмов Бучи второй половины 1950-х годов заслживают внимания вестерн с Джеффом Чандлером «Столпы небес» (1956), комедия с Люсиль Болл «Навеки дорогая» (1956) и вестерн с Фрэнком Синатрой «Джонни Кончо» (1956). В приключенческом экшне с Дэной Эндрюсом «Час Зеро!» (1957) Бучи сыграл врача ВВС Канады, в фильме нуар «Текстильные джунгли» (1957) Бучи был главой профсоюза швейной промышленности, в фильм нуар «Мистер Кори» (1957) у Бучи была роль богатого отца невесты главного героя (Тони Кертис). До конца десятилетия он также появился в военной драме с Джеймсом Гарнером «Рейнджеры Дарби» (1958), вестерн с Гленном Фордом «Пастух» (1958) и вестерн с Оди Мерфи «Нет имени на пуле» (1959).
В 1960-е годы, за исключением фильмов Форда, прочие картины с участием Бучи не были особенно удачными. Исключение составили комедия Фрэнка Капры «Пригоршня чудес» (1961) с Гленном Фордом и Бетт Дейвис, где он сыграл редактора газеты, фантастический фильм ужасов с Рэем Милландом «Паника в нулевом году» (1962), где он был врачом, криминальная мелодрама с Бетт Дейвис «Куда ушла любовь» (1964), где Бучи был судьёй и вестерн с Робертом Тейлором «Возвращение стрелка» (1966). Комедийные вестерны с Джеймсом Гарнером «Поддержите своего шерифа!» (1969) и «Поддержи своего стрелка» (1971), а также вестерн с Грегори Пеком «Отстрел» (1971) стали последними фильмами Бучи.

## Карьера на телевидении
На телевидении Бучи играл как правило «разнообразных мэров, военных и представителей закона, исполнив десятки гостевых ролей в телесериалах, включая криминальные сериалы и вестерны». В период с 1953 по 1972 год он сыграл в 231 эпизоде 133 различных телесериалов, среди которых «Облава» (1952—1955), «Мистер и миссис Норт» (1954), «Письмо к Лоретте» (1954), «Миллионер» (1955), «Великий Гидерслив» (1956), где в пяти эпизодах он играл постоянную роль мэра, «Телевизионный театр „Форда“» (1953—1957, 7 эпизодов), «Театр Зейна Грея» (1956—1957, 4 эпизода), «Есть оружие — будут путешествия» (1957), «Шоу Джорджа Бернса и Грейси Аллен» (1958), «Сансет-Стрип, 77» (1958), «Шугарфут» (1958—1959), «Бэт Мастерсон» (1959), «Ларами» (1959—1962, 5 эпизодов), «Бонанза» (1959—1963), «Шайенн» (1960), «Караван повозок» (1960), «Неприкасаемые» (1960), «Шоу Энди Гриффита» (1961—1963, 4 эпизода) «Автобусная остановка» (1962), «Виргинец» (1962—1963), «Час Альфреда Хичкока» (1962—1965, 3 эпизода), «Лесси» (1964), «Станция Юбочкино» (1964—1965, 2 эпизода), «Бортовой залп» (1964—1965), где в 4 эпизодах он играл постоянную роль адмирала, «Напряги извилины» (1965), «Гомер Куча, морпех» (1965), «Семейка монстров» (1965—1966), «Дымок из ствола» (1965—1968, 2 эпизода), «Пистолеты и юбочки» (1966—1967), «Отряд „Стиляги“» (1969), «Айронсайд» (1969) и «Шоу Джимми Стюарта» (1972). В 1960—966 годах Бучи сыграл судью в 23 эпизодах сериала «Перри Мейсон».

## Актёрское амплуа и оценка творчества
По словам историка кино Хэла Эриксона, Бучи был «рыжеволосым характерным актёром», который часто играл авторитарных и официальных персонажей. «Поразительное внешнее сходство Бучи с президентом Дуайтом Д. Эйзенхауэром позволило ему играть роли, которые требуют быстрой решительности и неоспоримого лидерства». Он, в частности, играл «многочисленных судей, руководителей компаний, военных и шерифов, также часто передавая слабости и нерешительность, но по большей части не было вопроса, кто здесь главный, когда на сцене был Бучи».
Историк кино Джим Бивер, также отмечает, что Бучи был «характерным актёром, исполнявшим в основном напыщенных или официальных персонажей», который «долгое время был любимым актёром второго плана у режиссёра Джона Форда». В биографии актёра на сайте Turner Classic Movies указывается, что в 1950—1960-х годах Бучи сумел собрать огромное количество экранных ролей, часто работая с такими легендами, как Джон Форд и актёр Джеймс Стюарт.
Как отмечено на сайте Internet Movie Database, «его долгая актёрская жизнь стала результатом как его профессионализма, так и актёрских способностей. Он всегда обеспечивал качественную игру вне зависимости от того, насколько маленькой или незначительной могла быть его роль. Он относится к числу тех замечательных характерных актёров, который мог быть продажным судьёй в одном фильме и забавным офицером кавалерии — в следующем».

## Личная жизнь
С 1933 года и вплоть до своей смерти в 1977 году Бучи был женат на Тельме Эвелин Маггарт (англ. Thelma Evelyn Maggart).

## Смерть
Уиллис Бучи умер 27 сентября 1977 года в Бербанке, Калифорния, США. Ему было 70 лет.

## Фильмография
| Год         |    | Русское название                                      | Оригинальное название                  | Роль                                                    |
| ----------- | -- | ----------------------------------------------------- | -------------------------------------- | ------------------------------------------------------- |
| 1951        | ф  | Побег                                                 | Elopement                              | доктор Лусиус Бреннер (в титрах не указан)              |
| 1952        | ф  | Назначение: Париж                                     | Assignment: Paris                      | Бидди, редактор                                         |
| 1952        | ф  | Можно входить без стука                               | Don't Bother to Knock                  | Джо, бармен                                             |
| 1952        | ф  | Только для тебя                                       | Just for You                           | Хэнк Росс                                               |
| 1952        | ф  | Миллион долларов для русалки                          | Million Dollar Mermaid                 | режиссёр                                                |
| 1952        | ф  | Красная планета Марс                                  | Red Planet Mars                        | Президент                                               |
| 1952        | ф  | Вашингтонская история                                 | Washington Story                       | сенатор (в титрах не указан)                            |
| 1952        | ф  | Возвращение Техасца                                   | Return of the Texan                    | Ишам Гилдер (в титрах не указан)                        |
| 1952        | ф  | Криминальная полоса в прессе США                      | Deadline - U.S.A.                      | Генри (в титрах не указан)                              |
| 1952        | ф  | Карабин Уильямса                                      | Carbine Williams                       | Джозеф Митчелл (в титрах не указан)                     |
| 1952        | ф  | Оптом дешевле 2                                       | Belles on Their Toes                   | Кендалл Уильямс (в титрах не указан)                    |
| 1952        | ф  | Всё может случиться                                   | Anything Can Happen                    | судья Гордон (в титрах не указан)                       |
| 1952        | с  | Театр у камина                                        | Fireside Theatre                       | (1 эпизод)                                              |
| 1952— 1955  | с  | Облава                                                | Dragnet                                | разные роли (5 эпизодов)                                |
| 1953        | ф  | Сильная жара                                          | The Big Heat                           | лейтенант Тед Уилкс                                     |
| 1953        | ф  | Опасный круиз                                         | Dangerous Crossing                     | капитан Питерс                                          |
| 1953        | ф  | Оружейный пояс                                        | Gun Belt                               | Эндикотт                                                |
| 1953        | ф  | Происшествие на Саут-стрит                            | Pickup on South Street                 | Зара                                                    |
| 1953        | ф  | Первая леди                                           | The President's Lady                   | судья Макнейри (в титрах не указан)                     |
| 1953        | ф  | Девушка, которой всё равно                            | The I Don't Care Girl                  | Кит, менеджер театра (в титрах не указан)               |
| 1953        | ф  | Отныне и во веки веков                                | From Here to Eternity                  | генерал-полковник (в титрах не указан)                  |
| 1953        | ф  | Место назначение Гоби                                 | Destination Gobi                       | капитан Гейтс (в титрах не указан)                      |
| 1953        | ф  | Сердечные дела Доби Гиллиса                           | The Affairs of Dobie Gillis            | доктор Эскит, ведущий викторины (в титрах не указан)    |
| 1953        | с  | Театр «Шеврон»                                        | Chevron Theatre                        | (1 эпизод)                                              |
| 1953        | с  | Бифф Бейкер, США                                      | Biff Baker, U.S.A.                     | Джек (1 эпизод)                                         |
| 1953—1954   | с  | Гордость семьи                                        | The Pride of the Family                | разные роли (2 эпизода)                                 |
| 1953—1955   | с  | Театр звёзд «Шлитца»                                  | Schlitz Playhouse of Stars             | разные роли (4 эпизода)                                 |
| 1953—1957   | с  | Телевизионный театр «Форда»                           | The Ford Television Theatre            | разные роли (7 эпизодов)                                |
| 1954        | ф  | Мосты у Токо-Ри                                       | The Bridges at Toko-Ri                 | капитан Эванс                                           |
| 1954        | ф  | Бой барабана                                          | Drum Beat                              | генерал Гиллиам                                         |
| 1954        | ф  | Пожарный, спаси моего ребёнка                         | Fireman Save My Child                  | мэр                                                     |
| 1954        | ф  | Неожиданный                                           | Suddenly                               | Дэн Карни                                               |
| 1954        | ф  | Они!                                                  | Them!                                  | чиновник на заседании в Вашингтоне (в титрах не указан) |
| 1954        | ф  | Звезда родилась                                       | A Star Is Born                         | Макбрайд (в титрах не указан)                           |
| 1954        | ф  | Административная власть                               | Executive Suite                        | детектив (в титрах не указан)                           |
| 1954        | ф  | Битва у Бурной реки                                   | Battle of Rogue River                  | майор Уоллах (в титрах не указан)                       |
| 1954        | с  | Агенты Казначейства в действии                        | Treasury Men in Action                 | Дэн Рис (1 эпизод)                                      |
| 1954        | с  | Одинокий волк                                         | The Lone Wolf                          | Эд Филлипс (1 эпизод)                                   |
| 1954        | с  | Театр «Пепси-колы»                                    | The Pepsi-Cola Playhouse               | (1 эпизод)                                              |
| 1954        | с  | Мистер и миссис Норт                                  | Mr. & Mrs. North                       | Гордон Лейн (1 эпизод)                                  |
| 1954        | с  | Письмо к Лоретте                                      | Letter to Loretta                      | отец Фрэнсис Дарлинг (1 эпизод)                         |
| 1954 —1956  | с  | Театр четырёх звёзд                                   | Four Star Playhouse                    | разные роли (2 эпизода)                                 |
| 1954 —1958  | с  | Театр «Дженерал Электрик»                             | General Electric Theater               | разные роли (2 эпизода)                                 |
| 1955        | ф  | Боевой клич                                           | Battle Cry                             | мистер Форрестер                                        |
| 1955        | ф  | Большой дом                                           | Big House, U.S.A.                      | Робертсон Ламберт                                       |
| 1955        | ф  | Ад в заливе Фриско                                    | Big Hell on Frisco Bay                 | лейтенант полиции Пол Нэвилл                            |
| 1955        | ф  | Я пишу о преступном мире                              | I Cover the Underworld                 | начальник тюрьмы Льюис Джей. Джонсон                    |
| 1955        | ф  | Длинная серая линия                                   | The Long Gray Line                     | майор Томас                                             |
| 1955        | ф  | История Макконнелла                                   | The McConnell Story                    | Ньютон Бэсс                                             |
| 1955        | ф  | Негодяи                                               | The Spoilers                           | Джонатан Струве                                         |
| 1955        | ф  | Жестокие люди                                         | The Violent Men                        | шериф Мартин Кеннер                                     |
| 1955        | ф  | Вечное море                                           | The Eternal Sea                        | председатель экспертной группы (в титрах не указан)     |
| 1955        | с  | Театр звёзд                                           | Celebrity Playhouse                    | (1 эпизод)                                              |
| 1955        | с  | Театр Деймона Раниона                                 | Damon Runyon Theater                   | Уолтерс (1 эпизод)                                      |
| 1955        | с  | Миллионер                                             | The Millionaire                        | Гарри Лоусон (1 эпизод)                                 |
| 1955        | с  | Театр кинорежиссёров                                  | Screen Directors Playhouse             | разные роли (2 эпизода)                                 |
| 1955        | с  | «Риджерс дайджест» на ТВ                              | TV Reader's Digest                     | капитан Феррис (1 эпизод)                               |
| 1955        | с  | Свистун                                               | The Whistler                           | Стивен Вест (1 эпизод)                                  |
| 1955        | с  | Человек со значком                                    | The Man Behind the Badge               | Фрэнк Эллис (1 эпизод)                                  |
| 1955        | с  | Приключения Сокола                                    | Adventures of the Falcon               | Шейверс (1 эпизод)                                      |
| 1955—1956   | с  | Кавалькада Америки                                    | Cavalcade of America                   | разные роли (4 эпизода)                                 |
| 1955— 1957  | с  | Час The 20th Century-Fox                              | The 20th Century-Fox Hour              | разные роли (3 эпизода)                                 |
| 1956        | ф  | Навеки, дорогая                                       | Forever, Darling                       | мистер Оливер Клинтон                                   |
| 1956        | ф  | Джонни Кончо                                          | Johnny Concho                          | шериф Хендерсон                                         |
| 1956        | ф  | Великолепные головорезы                               | Magnificent Roughnecks                 | Эрни Биггерс                                            |
| 1956        | ф  | Столпы небес                                          | Pillars of the Sky                     | полковник Эдсон Стедлоу                                 |
| 1956        | тф | Лесной рейнджер                                       | The Forest Ranger                      | Джоди Скотт                                             |
| 1956        | с  | Вы — там                                              | You Are There                          | Уильям С. Рэлстон (1 эпизод)                            |
| 1956        | с  | Отец знает лучше                                      | Father Knows Best                      | Эмметт Уорд (1 эпизод)                                  |
| 1956        | с  | Перекрёстки                                           | Crossroads                             | разные роли (2 эпизода)                                 |
| 1956        | с  | Дневной спектакль                                     | Matinee Theatre                        | Робертсон (1 эпизод)                                    |
| 1956        | с  | Фронтир                                               | Frontier                               | Вэнс Лэндри (1 эпизод)                                  |
| 1956        | с  | Военно-морской журнал                                 | Navy Log                               | разные роли (2 эпизода)                                 |
| 1956        | с  | Великий Гилдерслив                                    | The Great Gildersleeve                 | мэр Тервиллигер (5 эпизодов)                            |
| 1956— 1957  | с  | Театр Зейна Грея                                      | Zane Grey Theater                      | разные роли (4 эпизода)                                 |
| 1957        | ф  | Красавчик Джеймс                                      | Beau James                             | Артур Джулиан                                           |
| 1957        | ф  | Текстильные джунгли                                   | The Garment Jungle                     | Дейв Бронсон                                            |
| 1957        | ф  | Последний дилижанс на Запад                           | The Last Stagecoach West               | Джордж Брайсесон                                        |
| 1957        | ф  | Последний из негодяев                                 | ILast of the Badmen                    | маршалл Паркер                                          |
| 1957        | ф  | Мистер Кори                                           | Mister Cory                            | мистер Воллард                                          |
| 1957        | ф  | Бегущий в ночи                                        | The Night Runner                       | Лорен Мейз                                              |
| 1957        | ф  | Крылья орлов                                          | The Wings of Eagles                    | Бартон                                                  |
| 1957        | ф  | Час Зеро!                                             | Zero Hour!                             | врач канадских ВВС                                      |
| 1957        | с  | Кейси Джонс                                           | Casey Jones                            | Морган Грант (1 эпизод)                                 |
| 1957        | с  | Театр «Goodyear»                                      | Goodyear Theatre                       | маршал (1 эпизод)                                       |
| 1957        | с  | Люди из Анаполиса                                     | Men of Annapolis                       | разные роли (2 эпизода)                                 |
| 1957        | с  | Свидание с ангелами                                   | Date with the Angels                   | мистер Чейз (1 эпизод)                                  |
| 1957        | с  | Серый призрак                                         | The Gray Ghost                         | генерал Строутон (1 эпизод)                             |
| 1957        | с  | Приключения Рин Тин Тина                              | The Adventures of Rin Tin Tin          | Каннингем (1 эпизод)                                    |
| 1957        | с  | Сломанная стрела                                      | Broken Arrow                           | Джереми Чамберс (1 эпизод)                              |
| 1957        | с  | Шериф Кошиза                                          | The Sheriff of Cochise                 | Берт Питерсон (1 эпизод)                                |
| 1957        | с  | Паника!                                               | Panic!                                 | доктор Рейнольдс (1 эпизод)                             |
| 1957        | с  | Доктор Кристиан                                       | Dr. Christian                          | Парсонс (1 эпизод)                                      |
| 1957        | с  | Театр «Алкоа»                                         | Alcoa Theatre                          | маршал (1 эпизод)                                       |
| 1957        | с  | Есть оружие — будут путешествия                       | Have Gun - Will Travel                 | Макс Бендер (1 эпизод)                                  |
| 1957        | с  | Новые приключения Чарли Чана                          | The New Adventures of Charlie Chan     | Дэн Рэндольф (1 эпизод)                                 |
| 1958        | ф  | Рейнджеры Дарби                                       | Darby's Rangers                        | генерал Траскотт                                        |
| 1958        | ф  | Последний салют                                       | The Last Hurrah                        | Роже Сагрю                                              |
| 1958        | ф  | Пастух                                                | The Sheepman                           | Фрэнк Пэйтон                                            |
| 1958        | с  | Юнион Пасифик                                         | Union Pacific                          | сенатор Медфорд (1 эпизод)                              |
| 1958        | с  | Солдат с Юга                                          | Buckskin                               | Кэш Робертсон (1 эпизод)                                |
| 1958        | с  | Шоу Джорджа Бернса и Грейси Аллен                     | The George Burns and Gracie Allen Show | мистер Болдуин (1 эпизод)                               |
| 1958        | с  | Знакомьтесь с Макгроу                                 | Meet McGraw                            | лейтенант Старк (1 эпизод)                              |
| 1958        | с  | Телефонное время                                      | Telephone Time                         | Оттомар Герхард (1 эпизод)                              |
| 1958        | с  | Калифорнийцы                                          | The Californians                       | Грэфтон (1 эпизод)                                      |
| 1958        | с  | Суд последней надежды                                 | The Court of Last Resort               | Роберт Пиккетт (1 эпизод)                               |
| 1958        | с  | Официальный детектив                                  | Official Detective                     | (1 эпизод)                                              |
| 1958        | с  | Молчаливая служба                                     | The Silent Service                     | Коул (1 эпизод)                                         |
| 1958        | с  | Сансет-Стрип, 77                                      | 77 Sunset Strip                        | Пол Коррик (1 эпизод)                                   |
| 1958        | с  | Морская охота                                         | Sea Hunt                               | мистер Уорд (1 эпизод)                                  |
| 1958        | с  | Мишень                                                | Target                                 | (1 эпизод)                                              |
| 1958—1960   | с  | Разыскивается живым или мёртвым                       | Wanted: Dead or Alive                  | разные роли (3 эпизода)                                 |
| 1958—1959   | с  | Шугарфут                                              | Sugarfoot                              | разные роли (2 эпизода)                                 |
| 1958—1961   | с  | Истории Уэллс-Фарго                                   | Tales of Wells Fargo                   | разные роли (2 эпизода)                                 |
| 1958—1962   | с  | Бронко                                                | Bronco                                 | разыне роли (2 эпизода)                                 |
| 1959        | ф  | Нет имени на пуле                                     | No Name on the Bullet                  | Бак Гастингс                                            |
| 1959        | ф  | Кавалеристы                                           | The Horse Soldiers                     | полковник Фил Секорд                                    |
| 1959        | с  | Представитель закона                                  | Lawman                                 | Хавес Бентэм (1 эпизод)                                 |
| 1959        | с  | Бэт Мастерсон                                         | Bat Masterson                          | маршал (1 эпизод)                                       |
| 1959        | с  | В суде                                                | On Trial                               | (1 эпизод)                                              |
| 1959        | с  | Ричард Даймонд, частный детектив                      | Richard Diamond, Private Detective     | Лью Морс (1 эпизод)                                     |
| 1959        | с  | Маршал США                                            | U.S. Marshal                           | книгоиздатель (1 эпизод)                                |
| 1959        | с  | Специальный агент 7                                   | Special Agent 7                        | Дженнинг (1 эпизод)                                     |
| 1959        | с  | Кольт 45-го калибра                                   | Colt .45                               | губернатор Лью Уоллес (1 эпизод)                        |
| 1959        | с  | Маркэм                                                | Markham                                | Джозеф Эмери (1 эпизод)                                 |
| 1959—1960   | с  | Шоу Гейл Сторм                                        | The Gale Storm Show: Oh! Susanna       | мистер Померой (2 эпизода)                              |
| 1959—1960   | с  | Джонни Ринго                                          | Johnny Ringo                           | разные роли (2 эпизода)                                 |
| 1959—1961   | с  | Успех Доби Гиллис                                     | The Many Loves of Dobie Gillis         | разные роли (2 эпизода)                                 |
| 1959—1962   | с  | Ларами                                                | Laramie                                | разые роли (5 эпизодов)                                 |
| 1959—1963   | с  | Бонанза                                               | Bonanza                                | разные роли (2 эпизода)                                 |
| 1960        | ф  | Сержант Ратлидж                                       | Sergeant Rutledge                      | полковник Отис Фосгейт                                  |
| 1960        | ф  | Пять стрелков в Тумстон                               | Five Guns to Tombstone                 | Джордж Лэндон                                           |
| 1960        | с  | Натянутый канат                                       | Tightrope                              | Роджер Мейпс (1 эпизод)                                 |
| 1960        | с  | Не для найма                                          | Not for Hire                           | Мартин (1 эпизод)                                       |
| 1960        | с  | Шайенн                                                | Cheyenne                               | Ральф Тобин (1 эпизод)                                  |
| 1960        | с  | Территория Тумстон                                    | Tombstone Territory                    | мистер Траверс (1 эпизод)                               |
| 1960        | с  | Караван повозок                                       | Wagon Train                            | мистер Грант (1 эпизод)                                 |
| 1960        | с  | Помощник шерифа                                       | The Deputy                             | Д.Л.Т. Лэндри (1 эпизод)                                |
| 1960        | с  | Речная лодка                                          | Riverboat                              | судья Уингейт (1 эпизод)                                |
| 1960        | с  | Неприкасаемые                                         | The Untouchables                       | Натаниэл Эммонс (1 эпизод)                              |
| 1960—1961   | с  | Харриган и сын                                        | Harrigan and Son                       | Джо Карр (3 эпизода)                                    |
| 1960—1961   | с  | Пит и Глэдис                                          | Pete and Gladys                        | Спрингер (4 эпизода)                                    |
| 1960 —1966  | с  | Перри Мейсон                                          | Perry Mason                            | судья (23 эпизода)                                      |
| 1961        | ф  | Пригоршня чудес                                       | Pocketful of Miracles                  | редактор газеты                                         |
| 1961        | ф  | Два всадника                                          | Two Rode Together                      | мистер Гарри Джей. Рингл                                |
| 1961        | ф  | Тебе надо бежать быстро                               | You Have to Run Fast                   | полковник Мейтланд                                      |
| 1961        | с  | Деннис-мучитель                                       | Dennis the Menace                      | адвокат Джон Макрэй (1 эпизод)                          |
| 1961        | с  | Папа-холостяк                                         | Bachelor Father                        | декан Вестбрук (1 эпизод)                               |
| 1961        | с  | Случай опасного Робина                                | The Case of the Dangerous Robin        | (1 эпизод)                                              |
| 1961        | с  | Прямо с телетайпа                                     | Hot Off the Wire                       | (1 эпизод)                                              |
| 1961        | с  | Братья Браннаганы                                     | The Brothers Brannagan                 | Джо Даулинг (1 эпизод)                                  |
| 1961        | с  | Парашютный трос                                       | Ripcord                                | Хэнк (1 эпизод)                                         |
| 1961        | с  | Шоу Боба Каммингса                                    | The Bob Cummings Show                  | (1 эпизод)                                              |
| 1961—1964   | с  | Шоу Энди Гриффита                                     | The Andy Griffith Show                 | разные роли (4 эпизода)                                 |
| 1962        | ф  | Случай в переулке                                     | Incident in an Alley                   | капитан полиции Том Брэйди                              |
| 1962        | ф  | Человек, который застрелил Либерти Вэланса            | The Man Who Shot Liberty Valance       | Джейсон Талли, проводник                                |
| 1962        | ф  | Паника в нулевом году                                 | Panic in Year Zero                     | доктор Пауэлл Стронг                                    |
| 1962        | ф  | Святые грешники                                       | Saintly Sinners                        | шеф полиции Гарриган                                    |
| 1962        | ф  | Как был завоёван Запад                                | How the West Was Won                   | хирург (в титрах не указан)                             |
| 1962        | тф | Дата: Сан-Франциско                                   | Dateline: San Francisco                |                                                         |
| 1962        | с  | Идти своим путём                                      | Going My Way                           | Билл Флеминг (1 эпизод)                                 |
| 1962        | с  | Триллер                                               | Thriller                               | лейтенант Фарнэм (1 эпизод)                             |
| 1962        | с  | 87-й полицейский участок                              | 87th Precinct                          | Гарри Спенсер (2 эпизода)                               |
| 1962        | с  | Премьера «Алкоа»                                      | Alcoa Premiere                         | мэр (1 эпизод)                                          |
| 1962        | с  | Бескрайняя страна                                     | Wide Country                           | судья Спенсер (1 эпизод)                                |
| 1962        | с  | Святые и грешники                                     | Saints and Sinners                     | мистер Филдер (1 эпизод)                                |
| 1962        | с  | Автобусная остановка                                  | Bus Stop                               | (1 эпизод)                                              |
| 1962—1963   | с  | Виргинец                                              | The Virginian                          | разные роли (2 эпизода)                                 |
| 1962—1965   | с  | Час Альфреда Хичкока                                  | The Alfred Hitchcock Hour              | разные роли (3 эпизода)                                 |
| 1962—1965   | с  | Флот Макхэйла                                         | McHale's Navy                          | разные роли (3 эпизода)                                 |
| 1962—1966   | с  | Хэзел                                                 | Hazel                                  | разные роли (5 эпизодов)                                |
| 1963        | с  | Стоуни Бёрк                                           | Stoney Burke                           | Боуен (1 эпизод)                                        |
| 1963        | с  | Дакоты                                                | The Dakotas                            | полковник Финч (1 эпизод)                               |
| 1963        | с  | Доктор Килдэр                                         | Dr. Kildare                            | доктор Леон Арон (1 эпизод)                             |
| 1963—1965   | с  | Деревенщина из Беверли-Хиллз                          | The Beverly Hillbillies                | разные роли (2 эпизода)                                 |
| 1964        | ф  | Куда ушла любовь                                      | Where Love Has Gone                    | судья Мерфи                                             |
| 1964        | ф  | Осень шайеннов                                        | Cheyenne Autumn                        | полковник в Виктори-кейв (в титрах не указан)           |
| 1964        | с  | Нет времени на сержантов                              | No Time for Sergeants                  | мистер Хенли (1 эпизод)                                 |
| 1964        | с  | Сумеречная зона                                       | The Twilight Zone                      | доктор Сэмюэл Торн (1 эпизод)                           |
| 1964        | с  | Лесси                                                 | Lassie                                 | секретарь суда (1 эпизод)                               |
| 1964        | с  | Освободите место для папочки                          | Make Room for Daddy                    | Фред Симпсон (1 эпизод)                                 |
| 1964— 1965  | с  | Станция Юбочкино                                      | Petticoat Junction                     | разные роли (2 эпизода)                                 |
| 1964—1965   | с  | Бортовой залп                                         | Broadside                              | адмирал Брэдфорд (4 эпизода)                            |
| 1965        | ф  | Флот МакХейла присоединяется к Военно-воздушным силам | McHale's Navy Joins the Air Force      | адмирал Дойл                                            |
| 1965        | с  | Третий человек                                        | The Third Man                          | Джей. Б. Мастерс (1 эпизод)                             |
| 1965        | с  | Гомер Куча, морпех                                    | Gomer Pyle: USMC                       | судья (1 эпизод)                                        |
| 1965        | с  | Бейлиз из Бальбоа                                     | The Baileys of Balboa                  | мэр (1 эпизод)                                          |
| 1965        | с  | Отряд «Ф»                                             | F Troop                                | полковник Герман Сондерс (1 эпизод)                     |
| 1965        | с  | Шоу Пэтти Дьюк                                        | The Patty Duke Show                    | Т. Джей. Блоджетт (1 эпизод)                            |
| 1965        | с  | Напряги извилины                                      | Get Smart                              | генерал ВВС (1 эпизод)                                  |
| 1965        | с  | Зелёные просторы                                      | Green Acres                            | мистер Фелтон (1 эпизод)                                |
| 1965        | с  | Моя мать — машина                                     | My Mother the Car                      | Герман Элвин (1 эпизод)                                 |
| 1965 —1966  | с  | Семейка монстров                                      | The Munsters                           | разные роли (2 эпизода)                                 |
| 1965 — 1968 | с  | Дымок из ствола                                       | Gunsmoke                               | разные роли (2 эпизода)                                 |
| 1966        | ф  | За мной, парни!                                       | Follow Me, Boys!                       | судья (в титрах не указан)                              |
| 1966— 1967  | с  | Пистолеты и юбочки                                    | Pistols 'n' Petticoats                 | разные роли (2 эпизода)                                 |
| 1967        | ф  | Возвращение стрелка                                   | Return of the Gunfighter               | судья Эллис                                             |
| 1967        | ф  | Бог любви?                                            | The Love God?                          | судья Джеримайя Клэйпул                                 |
| 1967        | с  | Семья Фишеров                                         | The Fisher Family                      | разные роли (2 эпизода)                                 |
| 1969        | ф  | Поддержите своего шерифа!                             | Support Your Local Sheriff!            | Томас Дивери                                            |
| 1969        | ф  | Юный Билли Янг                                        | Young Billy Young                      | Док Кашмэн                                              |
| 1969        | с  | Шоу Дорис Дэй                                         | The Doris Day Show                     | полковник Джон Брок (1 эпизод)                          |
| 1969        | с  | Лансер                                                | Lancer                                 | Пикинг (1 эпизод)                                       |
| 1969        | с  | Дэниэл Бун                                            | Daniel Boone                           | Роули (1 эпизод)                                        |
| 1969        | с  | Мэйберри                                              | Mayberry R.F.D.                        | разные роли (3 эпизода)                                 |
| 1969        | с  | Отряд «Стиляги»                                       | The Mod Squad                          | доктор Сэмюэлс (1 эпизод)                               |
| 1969        | с  | Айронсайд                                             | Ironside                               | судья (1 эпизод, в титрах не указан)                    |
| 1970        | ф  | Грязный Дингус Маги                                   | Dirty Dingus Magee                     | Айра Тисдейл                                            |
| 1971        | ф  | Поддержи своего стрелка                               | Support Your Local Gunfighter          | Маклаглен                                               |
| 1971        | ф  | Отстрел                                               | Shoot Out                              | начальник станции (в титрах не указан)                  |
| 1972        | с  | Шоу Джимми Стюарта                                    | The Jimmy Stewart Show                 | Финеас Кобб (1 эпизод)                                  |